# Amerikaans rugbyteam (mannen)
Het Amerikaans rugbyteam is een team van rugbyers dat de Verenigde Staten vertegenwoordigt in internationale wedstrijden.
In de Verenigde Staten heeft rugby altijd in de schaduw gestaan van sporten als American football, waardoor het Amerikaans rugbyteam als een kleine tegenstander werd beschouwd. Mede door de professionalisering van de sport is het Amerikaans rugbyteam sterk gegroeid. Een aantal Amerikaanse toprugbyers spelen dan ook in Europa. Amerika speelt traditiegetrouw elk jaar een wedstrijd tegen Canada. Hiernaast spelen ze ook regelmatig tegen landen uit Zuid-Amerika. Het is Amerika gelukt om zich voor vijf van de zes wereldkampioenschappen rugby te plaatsen, alleen in 1995 waren ze niet gekwalificeerd. Alleen in 1987 en 2003 wist het team een wedstrijd te winnen.

## Geschiedenis
Rugby werd geïntroduceerd in de Verenigde Staten door Britse immigranten. In 1872 werden de eerste rugbyverenigingen opgericht. Vooral in de buurt van San Francisco werd rugby veel beoefend, maar wel voornamelijk door Britse immigranten. Net zoals vele andere sporten in Amerika werd rugby vooral gespeeld op universiteiten. De eerste interland werd dan ook op het sportterrein van de universiteit van Berkeley gehouden. Het Australisch rugbyteam kwam op bezoek en won de wedstrijd op 16 november 1912 met 8-12.
Het Amerikaans rugbyteam mocht meedoen aan de Olympische Zomerspelen 1920 in Antwerpen. Toen ze met de boot in Europa gearriveerd waren, hadden Roemenië en Tsjechoslowakije zich echter al teruggetrokken. Frankrijk was de enig overgebleven tegenstander en zodoende werd er maar één rugbywedstrijd gespeeld. Aangezien rugby een kleine sport was in Amerika, die eigenlijk alleen gespeeld werd in Californië en rugby in Frankrijk al een populaire sport was, dacht iedereen dat Frankrijk wel even de gouden medaille zou winnen. Amerika verraste vriend en vijand door met 8-0 te winnen en zo olympisch kampioen te worden. Een van de teamleden, Morris Kirksey, won nog twee medailles op deze Olympische Spelen. Hij won zilver op de 100 m sprint en haalde goud met het 4x100 m estafetteteam.

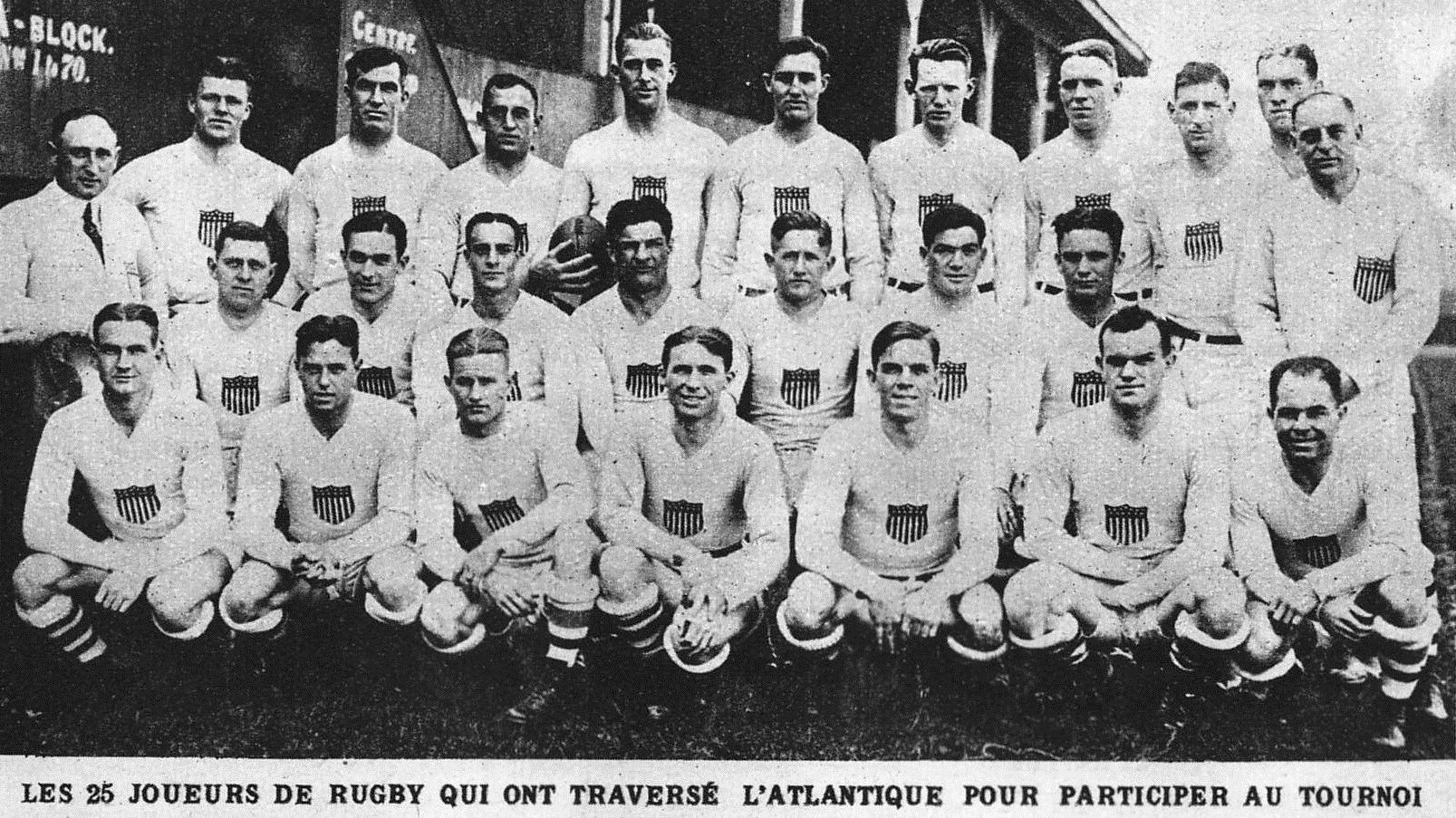
De spelers van het Amerikaans rugbyteam die meededen aan de Olympische Spelen 1924.

Na de Olympische Spelen leed de sport echter onder de populariteit van American football. Toen de Olympische Zomerspelen 1924 in Parijs in aantocht waren, werd er nauwelijks meer rugby gespeeld in Amerika. De Fransen nodigden de Amerikanen toch uit om hun titel te komen verdedigen. Het Amerikaans Olympisch Comité gaf toestemming om te gaan, maar geen geld. Een aantal spelers die in 1920 goud wonnen haalden hun rugbyschoenen weer uit de kast en verzamelden wat geld. Samen met een aantal Americanfootballspelers die nog nooit rugby hadden gespeeld vertrokken ze naar Europa. Vier oefenwedstrijden in Engeland werden kansloos verloren.

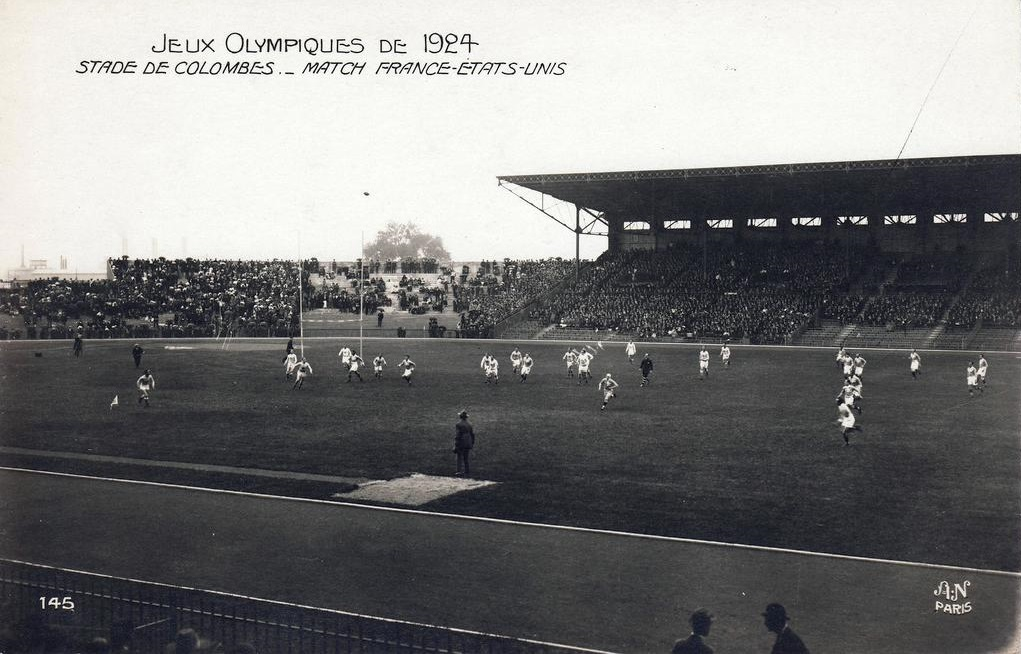
De finale op de Olympische Spelen 1924 tussen Frankrijk en Amerika.

Aan de Olympische Spelen deden naast de Verenigde Staten en Frankrijk alleen Roemenië mee. Op zondag 11 mei won de Verenigde Staten met 39-0 van Roemenië. Ook Frankrijk won eenvoudig van Roemenië, zodat op 18 mei dezelfde finale op het programma stond als vier jaar eerder. Rugby was in Frankrijk alleen maar groter geworden, dus waren de Fransen nog zwaarder favoriet dan de vorige keer. De Verenigde Staten kon echter nog een keer voor een daverende verrassing zorgen door Frankrijk met 17-3 te verslaan onder het oog van meer dan 30.000 toeschouwers in Stade Colombes in Parijs.
Kort na de Olympische Spelen van 1924 werd er besloten om rugby te schrappen als olympische sport. Hierna stortte de sport in in de Verenigde Staten. De eerste interland na de gewonnen finale in 1924 was pas 52 jaar later. Op 31 januari 1976 verloor de Verenigde Staten in Anaheim met 12-24 van Australië. Ondanks dat de rugbysport klein bleef, werden er nu wel regelmatig rugbywedstrijden georganiseerd. In 1987 werd Amerika uitgenodigd voor het eerste wereldkampioenschap rugby. Hun allereerste wedstrijd wonnen ze van Japan. Hierna wisten ze alleen op het wk 2003 nog een wedstrijd te winnen, weer van Japan. De deelnames aan het wereldkampioenschap in combinatie met professionalisering bracht het rugbyniveau in de Verenigde Staten op een hoger plan. Hierdoor is het Amerikaans rugbyteam nog geen wereldtop, maar wel een geduchte tegenstander.

## Wereldkampioenschappen
De Verenigde Staten hebben aan elk wereldkampioenschap deelgenomen, behalve in 1995. Tijdens de acht toernooien wonnen ze slechts drie wedstrijden.
- WK 1987: eerste ronde (één overwinning)
- WK 1991: eerste ronde (geen overwinning)
- WK 1995: niet gekwalificeerd
- WK 1999: eerste ronde (geen overwinning)
- WK 2003: eerste ronde (één overwinning)
- WK 2007: eerste ronde (geen overwinning)
- WK 2011: eerste ronde (één overwinning)
- WK 2015: eerste ronde (geen overwinning)
- WK 2019: eerste ronde (geen overwinning)